# The Butterfly Effect 3: Revelations
The Butterfly Effect 3: Revelations is een Amerikaanse sciencefiction-horrorfilm uit 2009 geregisseerd door Seth Grossman. Het is het derde deel uit de The Butterfly Effect-franchise.

## Verhaal
Sam Reide (Chris Carmack) is getuige van de moord op een vrouw. Daarna ontwaakt hij halfnaakt in een bad met ijswater. Zijn zus Jenna (Rachel Miner) staat naast het bad en controleert zijn hartslag en dergelijke op een monitor. Sam blijkt te kunnen tijdreizen naar het verleden waarbij hij zich enkel moet concentreren op de datum en plaats waar hij naartoe wil. Hij belandt in zijn toenmalige lichaam. Sam heeft de politie al verscheidene keren geholpen om misdadigers te vatten. Sam woont samen met zijn zuster Jenna die aan pleinvrees lijdt en daardoor het appartement zelden verlaat.
Op een avond komt Elizabeth (Sarah Habel) op bezoek. Zij is de zuster van Sams vermoorde vriendin Rebecca (Mia Serafino). Zij is van mening dat dader Lonnie Flennonds (Richard Wilkinson) onschuldig in de gevangenis zit en vraagt Sam om een oplossing te zoeken zodat Flennonds doodstraf niet wordt uitgevoerd. Sam bespreekt dit met Goldburg (Kevin Yon), de man van wie hij het tijdreizen heeft geleerd. Goldburg herinnert Sam aan de belangrijkste regels van het tijdreizen: hij mag zijn eigen verleden niet aanpassen, noch tijdreizen zonder dat zijn lichaam door iemand wordt bewaakt. Goldburg herinnert Sam er ook aan wat de gevolgen zijn: toen Sam 15 was, is hun huis afgebrand waarin Jenna om het leven kwam. Sam is later teruggegaan om haar uit de brand te redden, maar daardoor kwamen zijn ouders om. Die avond verleidt barmeid Vicky Sam en hebben ze seks. Tijdens de vrijpartij ziet hij een foto van Rebecca. Daarop beslist hij om terug te reizen naar juni 1998 aan het huis van Rebecca. Net op dat moment komt Elizabeth met haar wagen thuis. Sam raadt haar aan om in de wagen te zitten terwijl hij het huis betreedt. Daar vindt hij het vermoorde lichaam van Rebecca. Buiten valt de moordenaar Elizabeth aan waardoor zij nu ook sterft. Sam gaat terug naar 2009: daar blijkt dat hij geen werk en auto meer heeft en dat hij zijn appartement deelt met een zekere Paco (Ulysses Hernandez). Sam is nu ook een van de verdachten in de dubbele moordzaak en wordt ook aanzien als dader van enkele andere moorden. Lonnie blijkt nu een advocaat te zijn in een rolstoel. Sam gaat naar Goldburg die hem aanraadt om terug te keren naar september 2000 toen er een derde slachtoffer viel: Anita Barnes (Chantel Giacalone).
Sam verstopt zich in de kleerkast van Anita, maar wordt gevonden door haar vriend. Deze laatste slaat Sam in zijn gezicht waardoor deze terug naar het heden gaat. In deze nieuwe tijdlijn huurt Sam een kamer van Paco. Anita blijkt springlevend te zijn, maar nu is Lonnie vermoord. Ook Goldburg is verdwenen. Sam keert terug naar de bar van Vicki. Even nadat Sam de bar verlaat, wordt ze gruwelijk vermoord. De politie vindt in de bar het kassaticket waaruit blijkt dat Sam de laatste klant was. Hierdoor wordt hij hoofdverdachte, maar Jenna kan hem onder voorwaarden tijdelijk vrij krijgen. In het politiebureau steelt Sam het notitieboekje van Glenn. Hierdoor komt hij te weten dat de lichamen in een verlaten fabriek werden gevonden.
Sam keert terug naar de fabriek in september 2004 voordat de politie de lijken heeft gevonden. Echter wordt hij daar door de politie gevonden waardoor hij terug verdacht wordt. Wanneer hij terugkeert naar 2009 blijkt dat Jenna geen pleinvrees meer heeft en werk heeft. Sam gaat in 2009 naar de fabriek, maar wordt geschaduwd door de politie en opgepakt. Sam kan agent Glenn ervan overtuigen dat hij kan tijdreizen. Hij keert terug naar de fabriek in september 2004 en vindt daar een zwaar verwonde Goldburg. Sam gaat om hulp vragen, maar trapt in een wolfsklem. Even later verschijnt de moordenaar: dit blijkt zijn zus Jenna te zijn.
Jenna is verliefd op Sam en wil met hem een incest-relatie. Daarom vermoordde ze alle vrouwen waarop Sam ooit verliefd was en iedereen die eventueel getuige was. Zij blijkt ook de gave te hebben om door de tijd te reizen. Sam keert daarom terug naar de nacht van de brand. In plaats van Jenna te redden, sluit hij haar op in haar kamer waardoor ze sterft. In het nieuwe 2009 is Sam getrouwd met Elizabeth (niet Rebecca) en heeft hij een dochter Jenna (Alexis Sturr). Ze zijn op weg naar een familiebarbecue naar aanleiding van Sams verjaardag.
In de slotscène legt dochter Jenna haar pop op de barbecue. Ze krijgt een grote glimlach wanneer de pop smelt.

## Personages
| Acteur             | Personage       |
| ------------------ | --------------- |
| Chris Carmack      | Sam Reide       |
| Rachel Miner       | Jenna Reide     |
| Melissa Jones      | Vicky           |
| Kevin Yon          | Harry Goldburg  |
| Lynch Travis       | Dan Glenn       |
| Sarah Habel        | Elizabeth Brown |
| Mia Serafino       | Rebecca Brown   |
| Hugh Maguire       | Jake Nicholas   |
| Richard Wilkinson  | Lonnie Flennons |
| Chantel Giacalone  | Anita Barnes    |
| Michael D. Ellison | Anita's vriend  |
| Ulysses Hernandez  | Paco            |
| Linda Boston       | Landlady        |
| Michael Place      | Sam (15 jaar)   |
| Catherine Towne    | kleine Jenna    |
| Dennis North       | Sam's vader     |
| Alexis Sturr       | Sam's dochter   |

## Productie
De film werd opgenomen in Michigan in 2008. De film ging in première in januari 2009 tijdens After Dark Horrorfest III. Eind maart 2009 kwam de DVD uit.